# Георги Полянов
Георги Николов Полянов (Поляков) е [[македонец|македонски] революционер, деец на Вътрешната македоно-одринска революционна организация.

## Биография
Георги Полянов е роден на 6 май 1857 година в Либяхово, тогава в Османската империя, днес Илинден в България, в родолюбиво семейство. В 1895 година влиза във ВМОРО и участва в създаването на революционен комитет в Либяхово. Става секретар на либяховския комитет. В 1903 година участва в подготовката на въстание като събира средства и закупува оръжие. Загива на 1 май 1903 година по време на нападение на османски войски срещу Либяхово в местността Черешите.